# Gleaning Resource Descriptions from Dialects of Languages
GRDDL ou Gleaning Resource Descriptions from Dialects of Languages signifiant littéralement Récolte de descriptions de ressources à partir des dialectes de langages est un langage de marquage permettant d'extraire des données RDF à partir de documents XML ou XHTML en utilisant des algorithmes de transformation explicitement liés, typiquement représentés en XSLT. Ce langage utilise principalement des données métastructurelles afin de combiner diverses structures. Cela permet un accroissement des algorithmes constants. L'un des premiers profils GRDDL écrit est celui permettant d'extraire du RDFa en RDF/XML et codé en XSLT par Fabien Gandon pour le W3C.
Les spécifications ont été élaborées au début des années 2000 et formalisées en 2006, avec une publication de recommandation W3C en 2007.
Ce langage n'a guère généré d'intérêt, et dix ans plus tard, il fait partie du passé de l'informatique.[réf. nécessaire]